# Frano Parać
Frano Parac (født 11. maj 1948 i Split, Kroatien) er en kroatisk komponist, professor og lærer.
Parac studerede musikteori og komposition på Musikkonservatoriet i Zagreb (1972-1975). Han studerede elektronisk musik i Milano, Italien på Studio di fonologia musicale della RAI (1977-1978). Parac har skrevet en symfoni, orkesterværker, kammermusik, koncertmusik, korværker, elektronisk musik, scenemusik, vokalmusik etc. Han underviste i komposition på Musikskolen Blagoja Bersa i Zagreb (1972-1978). Parac har også undervist i komposition på Musikakademiet i Zagreb fra (1978), og blev fra (1992) udnævnt som professor på stedet.

## Udvalgte værker
- Symfoni (1992-1993) - for kor of orkester
- "Musik" (1985) - for orkester
- "Musik" (1950) - for strygeorkester
- Violinkoncert (1986) - for violin og strygeorkester